# Onychopetalum
Onychopetalum là chi thực vật có hoa trong họ Annonaceae.

## Các loài
- Onychopetalum amazonicum R.E.Fr., 1931
- Onychopetalum periquino (Rusby) D.M. Johnson & N.A. Murray, 1995